# Rhinobatos zanzibarensis
Rhinobatos zanzibarensis es una especie de peces de la familia Rhinobatidae en el orden de los Rajiformes.

## Distribución geográfica
Se encuentra en las  costas de Zanzíbar (Tanzania ).